# Guillem Pastor Tomàs
Guillem Pastor Tomàs, nascut el 1898 a Llucmajor, Mallorca i traspassat el 1983 també a Llucmajor, fou un glosador mallorquí.
Guillem Pastor no tenia estudis i la seva professió era la de podador. Les seves gloses són de temàtica relacionada amb el camp, amb la religió i de tipus humorístic. Tenia gran facilitat per improvisar i dominava la tècnica, si bé no participà mai en glosats. Publicà diverses plaguetes:
- Unes poques cançons, amb motiu de sa baixada a Llucmajor de la Mare de Déu de Gràcia, el 1927.
- Espigolalles o sigui cançons d'aquí i d'allà, el 1928.[1]

La seva obra fou estudiada per Sebastià Cardell i Tomàs.